# Campionato mondiale maschile di pallamano 1978
Il campionato mondiale maschile di pallamano 1978 si è svolto dal 26 gennaio al 5 febbraio 1978 in Danimarca.
Il torneo è stato vinto dalla nazionale della Germania Ovest.

## Nazionali partecipanti
- Canada
- Cecoslovacchia
- Germania Ovest
- Jugoslavia
- Germania Est
- Francia
- Ungheria
- Romania
- Danimarca
- Islanda
- Unione Sovietica
- Spagna
- Bulgaria
- Giappone
- Polonia
- Svezia

## Podio
| Pos. | Squadra          |
| ---- | ---------------- |
| 1°   | Germania Ovest   |
| 2°   | Unione Sovietica |
| 3°   | Germania Est     |